# Winzerhaus Jägerhofstraße 33 (Radebeul)
Das Winzerhaus in der Jägerhofstraße 33 ist ein Winzerhaus mit Nebengebäude, Scheune und Weinberg in der Lößnitz, es steht im Stadtteil Niederlößnitz der sächsischen Stadt Radebeul inmitten des Denkmalschutzgebiets Historische Weinberglandschaft Radebeul.

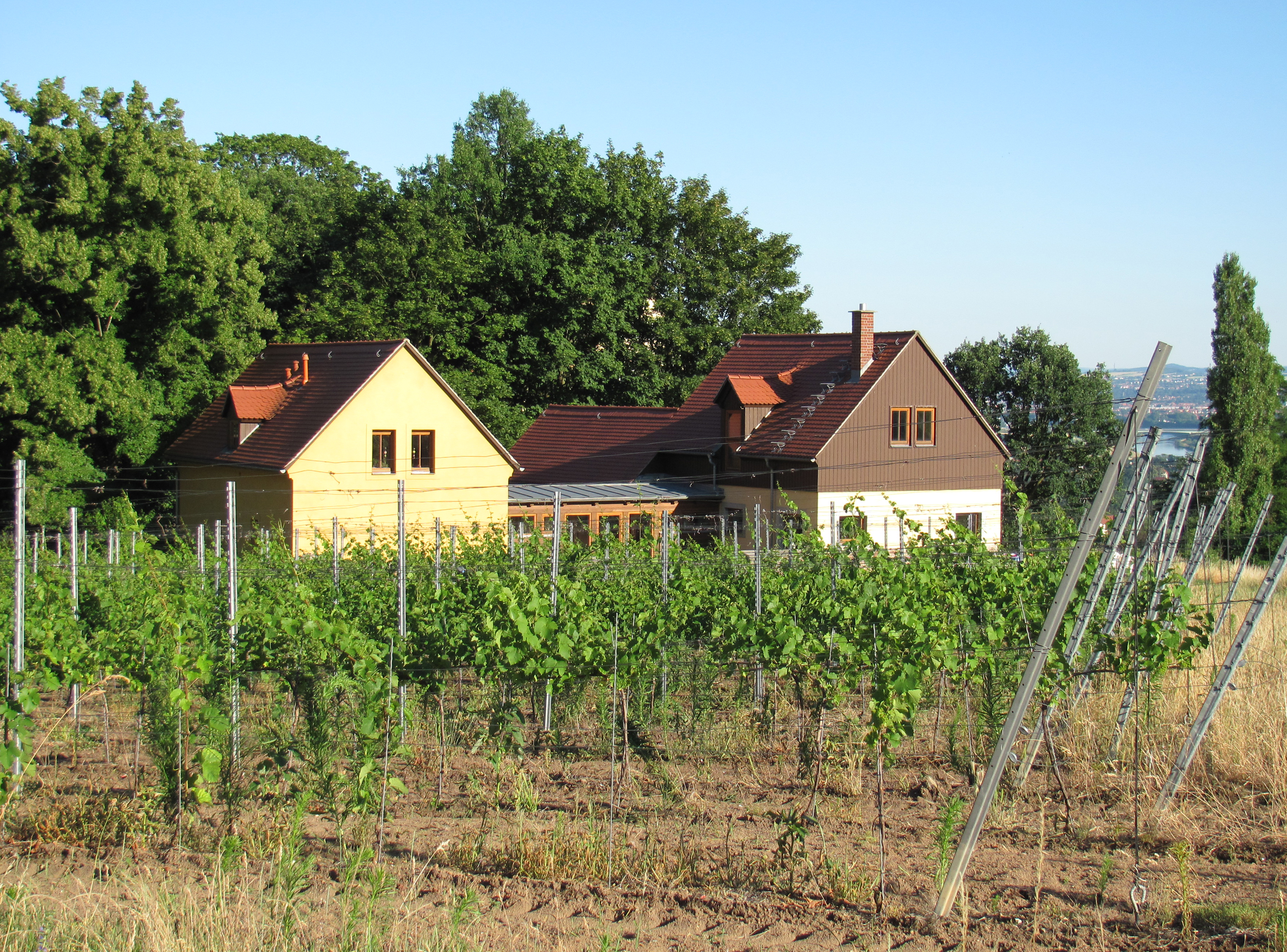
Winzerhaus Jägerhofstraße 33 mit Wirtschaftsgebäude

## Beschreibung
Das mit Nebengebäuden denkmalgeschützte Winzerhaus ist auf einem Schlussstein datiert auf das Jahr 1748, dabei sind die Initialen M P. zu finden. Es wurde in der ersten Hälfte des 19. Jahrhunderts ausgebaut. Das nebenstehende Wirtschaftsgebäude ist in einem Schlussstein datiert auf das Jahr 1914.
Das auf einem nach Süden liegenden Weinberggrundstück errichtete kleine, eingeschossige Gebäude hat ein ziegelgedecktes Satteldach, zum Hof findet sich eine Giebelluke, ein Giebel ist verbrettert. Parallel dazu stehen Nebengebäude.
Das Anwesen ist ein „Zeugnis für den jahrhundertelangen Weinbau in der Lößnitz, landschaftsgestalterisch und ortsgeschichtlich von Bedeutung“.